# Steve Owen
Stephen Joseph Owen (Cleo Springs, 21 aprile 1898 – New York, 17 maggio 1964) è stato un allenatore di football americano e giocatore di football americano statunitense che ha giocato nel ruolo di offensive tackle per nove stagioni nella National Football League (NFL). Inserito nella Pro Football Hall of Fame per il ruolo svolto come capo-allenatore per i New York Giants dal 1930 al 1953, le abilità di Owen nel disegnare le difese e la sua innovativa "Formazione ad A" (una variazione del gioco ad ala singola) furono le chiavi dei suoi successi. Quei suoi anni sono ricordati per l'incongruenza tra il suo tono di voce grave e il suo temperamento tranquillo e per il suo perpetuo masticare di tabacco.

## Carriera professionistica
Nel 1924 iniziò a giocare nel football professionistico guadagnando 50 euro a gara per i Kansas City Cowboys della NFL,i quali giocavano tutte le loro gare in trasferta e, dopo essersi diviso nell'anno successivo tra i Cowboys e i Cleveland Bulldogs, fu venduto nel 1926 ai Giants per 500 dollari, raggiungendo suo fratello Bill a New York.
Owen nella stagione 1927 guidò la squadra come capitano guidando i Giants a un punteggio complessivo sugli avversari di 197–20, vincendo il campionato NFL con un record di 11–1–1.
Nel 1930, Owen divenne un allenatore-giocatore, divivendo i suoi doveri nelle sue ultime due gare della stagione con un altro futuro Hall of Famer come Benny Friedman. Owen divenne l'allenatore unico l'anno successivo, non firmando mai un contratto ma giungendo all'accordo solamente tramite una stretta di mano con la famiglia Mara. Si ritirò da giocatore dopo la stagione 1931 ma tornò brevemente nel 1933, guidando la squadra a un record di 11–3 guidando i Giants fino alla finale, la prima delle sue otto apparizioni come loro allenatore.
La squadra scese a un record di 8–5 nel 1934 ma riuscì comunque ad arrivare in finale contro gli imbattuti Chicago Bears. Gli sfavoriti Giants erano in svantaggio 13-3 alla fine del primo tempo. Il clima gelido e la bassissima temperatura forzarono i Giants a un aggiustamento che entrò a far parte della leggenda della National Football League quando i giocatori di New York tornarono in campo in scarpe da ginnastica (sneakers) per una maggior trazione e risposero ai Bears segnando 27 punti consecutivi, vincendo per 30-13 il titolo. Più di sette decenni dopo, quella gara è ancora ricordata come "The Sneakers Game."
Malgrado l'istituzione di un Draft NFL per evitare il continuo dominio di Bears e Giants, i Giants tornarono in finale nel 1935 e vinsero il loro ultimo titolo sotto la direzione di Owen nel 1938. In quella gara, i Giants sconfissero i Green Bay Packers 23–17, malgrado fossero state nettamente nelle yard guadagnate in totale per 379–208, segnando nove punti dopo aver bloccato due punt. New York arrivò altre quattro volte in finale ma non vinse più il titolo con in panchina Owen.
Owen lasciò lasciò i Giants dopo la stagione 1953, trasferendosi ad allenare tre diverse squadre della Canadian Football League (Toronto Argonauts, Calgary Stampeders e Saskatchewan Roughriders) tra il 1959 e il 1962. Dopo un attacco di cuore, Owen rassegnò le sue dimissioni il 6 gennaio 1963.
Incapace di restare lontano dallo sport, Owen fu assunto come capo-allenatore dei Syracuse Stormers della United Football League il 20 marzo 1963 e poco dopo nominato scout per i Giants quel novembre. Sfortunatamente esercitò quella carica per poco, a causa di un'emorragia cerebrale. Dopo otto giorni in cui versò in condizioni critiche, Owen morì il 17 maggio 1964.

## Palmarès
- (3) Campionati NFL (1927 (giocatore), 1934, 1938 (allenatore))
- (2) First-Team All Pro (1927, 1929)
- (1) Second-Team All Pro (1926)
- Formazione ideale della NFL degli anni 1920
- Pro Football Hall of Fame

## Statistiche
| Partite totali             | 97 |
| Partite totali da titolare | 83 |